# Zamek Rosenburg (Austria)

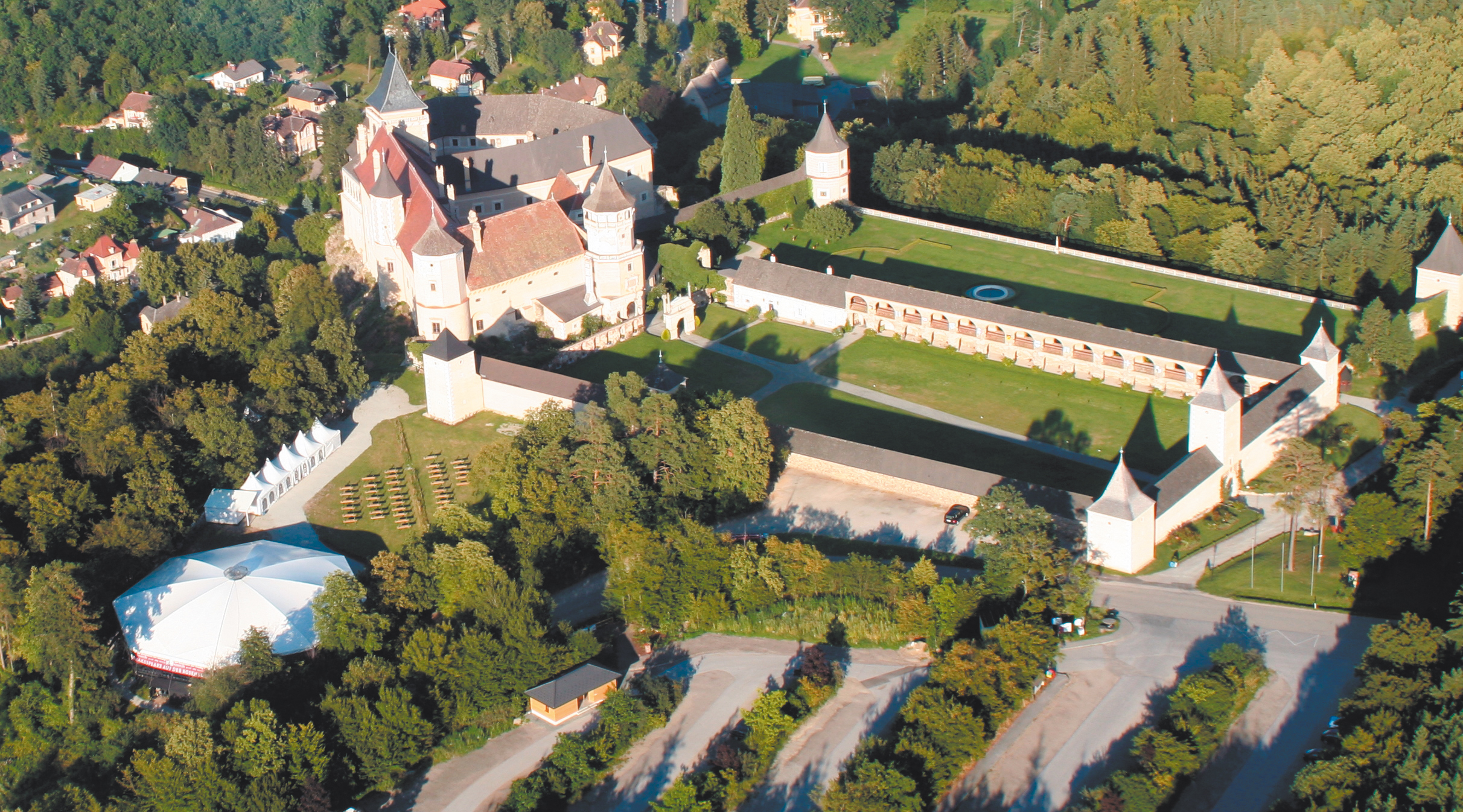
Zamek Rosenburg z lotu ptaka

Rosenburg – zamek w powiecie Rosenburg-Mold w parku przyrody Kamptal w Waldviertel w Dolnej Austrii. Jeden z najbardziej znanych zamków w Austrii. W XVI wieku zamek przebudowano i nadano mu renesansowy wygląd.

## Historia
Pierwsza wzmianka historyczna pochodzi z roku 1175. Zamek wybudowano w wieku XII w stylu romańskim. W wieku XV Caspar von Rogendorf znacznie rozbudował zamek w stylu gotyckim. Z tego czasu pochodzi zachowana do dzisiaj kaplica i mury. W wieku XV zamek gwarantował obronę przed Węgrami.
Pod koniec XVI, wieku zamkowi nadano charakter pałacu renesansowego. Dodano 13 wież, 46 arkad oraz w roku 1614 wybudowano plac do turniejów rycerskich, który jest uważany dzisiaj za największy nadal wykorzystywany tego typu plac rycerski.
Dzisiaj zamek należy do rodziny Hoyos-Sprinzenstein. Stało się to dzięki małżeństwu Leopolda Karla Grafa Hoyosa (1657–1699) z Marią Reginą, hrabiną, Sprinzenstein 1681, która wniosła w posagu między innymi zamek Rosenburg.

## Atrakcje turystyczne
Atrakcją turystyczną na zamku są pokazy sokołów.
Corocznie na zamku odbywa się festiwal teatralny „Shakespeare auf der Rosenburg”, gdzie wystawiane są sztuki Szekspira.
W pobliżu zamku znajduje się duży plac wspinaczkowy.